# 413
413 (CDXIII) je bilo navadno leto, ki se je po julijanskem koledarju začelo na sredo.

## Dogodki
- 1. januar

## Smrti
- Kumaradživa, kitajski budistični filozof (* 343)